# Bellroy
Die Bellroy Pty Ltd ist ein im Jahr 2009 gegründetes, weltweit tätiges australisches Start-up mit Sitz in Canterbury. Unter der Eigenschreibweise Bellroy vertreibt es Accessoires, wie Geldbörsen und Rucksäcke. Es ist mit dem Umweltzertifikat B Corporation ausgezeichnet.

## Geschichte
Die Gründung des Unternehmens im Jahr 2009 erfolgte durch die Zusammenarbeit von den Produktdesignern Andrew Fallshaw und Hadrien Monloup, sowie den Ingenieuren Lina Calabria und Matthew Fallshaw. Die ersten Produkte, die von Bellroy auf den Markt gebracht wurden, waren 2010 Geldbörsen mit unüblicher Schlankheit. In der jüngeren Unternehmensgeschichte haben die Produktdesigner mit erfolgt versucht, das Schlankheitsprinzip auf andere Produktsparten zu übertragen. So erfreuen sich beispielsweise die leicht gepolsterten Sling-Bags unter Fotografen großer Beliebtheit.
Expandiert ist das Unternehmen 2019 durch die anteilige Übernahme des New Yorker Private Equity Fonds von Silas Capital. Der Wert des Unternehmens wurde nach der anteiligen Übernahme auf 83 Millionen US-Dollar beziffert.

## Trivia
Der Name Bellroy leitet sich von den Städten Bells Beach und Fitzroy ab, in denen das Unternehmen seinen Ursprung hat.